# Палле один на свете (мультфильм)
«Палле один на свете» — советский кукольный мультфильм 1981 года, снятый по мотивам одноимённой сказки датского писателя Йенса Сигсгорда о мальчике, который остался совсем один.

## Сюжет
Мама отправлет своего сына Палле, наигравшегося в футбол, спать. Готовясь ко сну, мальчик передразнивает вслух родительские нравоучения наставления. Когда утром он просыпается, то в своей комнате на грифельной доске обнаруживает надпись мелом: «Палле! Мы с папой исчезли, но обязательно появимся. Мама». Палле ищет родителей по всему дому, считая, что они пошутили, однако дома их, действительно, нет. Палле выходит на улицу, но там вообще никого нет — даже трамвай застыл пустым. Он заходит в кафе-мороженое и, поскольку ещё не завтракал, съедает несколько порций, оставляя об этом записку для хозяина.
Палле бродит по улицам пустого города, рассматривая витрины магазинов, забирается в пустую пожарную машину и выдвигает её автоматическую лестницу, однако не может задвинуть её обратно. В магазине игрушек он сначала пробуется в меткости, стреляя из лука по фигуре ковбоя на стене, который произносит «Чёрт побери, я убит!», но на самом деле не попадает в него и думает, что он пошутил, затем видит отражение в зеркале и принимает его за другого мальчика, но снова понимает, что он совсем один, отчего ему делается грустно. Чтобы избавиться от ощущения одиночества, он рисует мелом на мостовой фигурки детей и животных. Забравшись на крышу дома, он замечает вдали шатёр цирка-шапито и бежит туда, думая, что люди вернулись. Однако цирк тоже пуст и на кресле Палле находит забытого плюшевого медвежонка. Он забираёт медвежонка и идёт на железнодорожный вокзал, где осматривает стоящий на перроне поезд, но в нём никого нет. Палле садится на скамейку, прижимая к себе медвежонка, начинает плакать и... просыпается в своей кровати.
Услышав плач, в его комнату заходит мама, и сын удивлён её появлению. Но, мама, в свою очередь, удивлена фантазиям Палле. Из окна доносится смех и шум играющих детей.

## Отличия от книги
Сюжет мультфильма основан на книге, однако отличается во многих конкретных деталях: так, в книге Палле не ест мороженое, не рисует мелом на мостовой и не заходит в цирк. Напротив, в мультфильме не показано, что Палле разгоняется на трамвае и разбивает его в аварии, берёт деньги в банке, а в конце летит на самолёте в космос и сталкивается с Луной.